# Австралийская саранча
Австралийская саранча (лат. Chortoicetes terminifera) — вид саранчовых из рода Chortoicetes, обитающий в Австралии. Опасный сельскохозяйственный вредитель.
Длина тела имаго 25—40 мм. Окраска варьируется от коричневого до зелёного. В профиль голова выше торакса, а торакс имеет X-образную отметину. Ноги имеют красноватый хвостовик. Крылья прозрачные, за исключением тёмного пятна на концах.

## Среда обитания
Встречается обычно на северо-западе Нового Южного Уэльса и примыкающих областях Квинсленда и Южной Австралии, а также в Западной Австралии. Из этих районов саранча может время от времени распространяться на сельскохозяйственные районы Южной Австралии, Нового Южного Уэльса (включая Риверину) и Викторию. Этот вид саранчи можно увидеть на различных пастбищах и открытых лесистых ареалах во всех внутренних районах материковой части Австралии. Ветры верхнего уровня могут иногда занести саранчу в прибрежные районы материка и на север Тасмании и создавать популяции в восточных долинах Большого Водораздельного хребта; эти популяции, как правило, не в состоянии утвердиться более чем на несколько поколений

## Жизненный цикл
Взрослая саранча, питаясь зелеными побегами, которые появляются после дождя в течение 24 до 48 часов в тёплые месяцы и откладывают яйца в течение пяти-семи дней дождя. Используя яйцеклад чтобы просверлить отверстие, саранчовые откладывают яйца в почву в стручок. Стручок содержат от 30 до 50 яиц и саранча откладывает 2-3 стручка, за время от 5 до 10 дней. Подобное откладывание часто происходит массово, и в гектар подходящей почвы отказывается отложено до миллиона личинок. В хороших условиях (то есть при тёплой и влажной погоде) зародышам требуется около двух недель, чтобы развиться.
После вылупления личинкам нужно около 20-25 дней до полного развития в середине лета. Саранча имеет пять возрастных стадий, при которых крылья становятся более заметными с каждой линькой. После первой и второй стадии нимфы будут образовывать скопления, именуемые по-английски bands. Скопления личинок саранчи в поздних стадиях может проделывать до 500 метров в день. В засушливых местах собираются большие группы, которые видны с воздуха, а в сельскохозяйственных регионах группы, как правило, меньше.
После окончательной линьки — от 6 до 8 недель после откладывания яиц — взрослая саранча называется fledgling («молодняк»). Фледлинги имеют три этапа развития; фаза роста, где крылья усиляются, а экзоскелет затвердевает, этап накопления веса и, наконец, этап развития ооцита. Стадные популяции саранчи образуют рои, появляющиеся в центральной части Восточной Австралии раз в два или три года. Австралийская саранча является менее стадной, чем другие виды саранчи и стаи австралийской саранчи варьируются от плотной стаи до рассеянных взрослых особей. Рои могут сохраняться в течение нескольких дней; размётываясь и сбиваясь воедино, следуя за ветром. Рой может двигаться со скоростью до 20 километров в день Рой может поражать площадь до 50 квадратных километров, хотя обычно он поражает менее 5 квадратных километров. Рой может продвинуться на расстояние до 800 километров, стремясь двигаться с горячими ветрами, и вообще, в большинстве случаев к побережью.

## Нашествия
Когда пищевые и климатические условия благоприятны, могут развиться огромные стаи саранчи. Первый документально зафиксированный рой был в 1844 году, с последующими вспышками с 1870-х годов. После 1900 года интенсивность и частота нашествие туч саранчи увеличились, и с 1920-х годов в некоторых местах наиболее часто встречаются локализованные популяции с высокой плотностью в большинстве годов и менее частые крупные скопища на больших территориях, которые сохраняются в течение одного-двух лет.
В Западной Австралии встречаются реже. Широко распространённые интенсивные внутренние дожди в Австралии, особенно летом, позволяют австралийской саранче достигать размеров бедствия при меньшем количестве регулярных дождей, сохраняя эти популяции с высокой плотностью. В этих условиях модель жизненного цикла может измениться на ту, в котором период от вылупления до зрелости сокращён до 2,5 месяцев. Сухие условия снижают популяцию до фоновых уровней.
Из-за большой дальности и частоты нашествий Chortoicetes terminifera является наиболее разрушительным видом саранчи в Австралии. Ущерб главным образом ограничивается пастбищами, хотя может произойти и повреждение урожая. Озимые в основном затвердевают к началу лета, когда саранча становится активной и, следовательно, нежелательной, но сухие условия и менее развитые культуры могут быть очень восприимчивыми к поражению саранчой, а также к молодым осенним культурам.
Ущерб в нашествия австралийской саранчи могут составлять 3-4 миллиона долларов, если защитные барьеры неэффективны. Australian Plague Locust Commission несёт ответственность за мониторинг и борьбу с появлением стай саранчи с использованием контрольного агента фипронила и регуляторов роста, таких как дифлубензурон на нимфальной стадии. Иногда используются два органофосфата старшего поколения, фенитротион и хлорпирифос, для вспомогательного, сплошного распылителения и биоиндектицид «Зелёная гвардия», изготовленного из природного изолята грибка Metarhizium acridum. Последний основан на технологии, разработанной CSIRO и программой LUBILOSA, и в настоящее время составляет более 12 % применяемых спреев: для защищенного органического земледелия или экологически уязвимых районов, таких как водные ресурсы.